# Dãy núi Kavkaz
Dãy núi Kavkaz, hoặc gọi mạch núi Cáp-ca (chữ Anh: Caucasus Mountains) là mạch núi phân chia giới hạn hai châu lục. Đỉnh núi cao nhất của nó là En-bơ-rút, chiều cao so với mức mặt biển của nó là 5.642 mét (18.510 dặm Anh), đồng thời cũng là đỉnh núi cao nhất ở châu Âu.
Đường phân thủy của trục chính mạch núi Cáp-ca là đường phân giới Nam Âu và Tây Á, ở vào khoảng giữa biển Đen và biển Cát-xpi, có hướng tây bắc - đông nam thông ngang ba nước Gruzia, Armenia và Azerbaijan. Nó thuộc hệ núi nếp gấp do vận động tạo núi Anpơ hình thành. Dài chừng 1.200 kilômét, rộng 160 kilômét, thế núi dốc gần như thẳng đứng, chiều cao so với mức mặt biển phần lớn từ 3.000 đến 4.000 mét. Mạch núi Cáp-ca bao gồm mạch núi Đại Cáp-ca và mạch núi Tiểu Cáp-ca. Mạch núi Đại Cáp-ca là đường phân giới địa lí châu Á và châu Âu, từ bờ đông bắc biển Đen, tức là từ bán đảo Taman, Nga cho đến sát gần Sochi bắt đầu đi hướng đông nam rồi kéo dài lệch về đông, mãi cho đến Baku sát gần biển Cát-xpi là dừng lại. Mạch núi Tiểu Cáp-ca thì gần như sắp đặt song song với mạch núi Đại Cáp-ca, hai dãy núi này nối liền lẫn nhau bởi mạch núi Likhi - đã ngăn chia hai bên Colchis và đất thấp Kura-Aras. Ở phía đông nam mạch núi Tiểu Cáp-ca đã vọt thẳng lên mạch núi Ta-li-sơ (Talysh), phần phía tây bắc là mạch núi En-bớc-gi. Mạch núi Tiểu Cáp-ca và cao nguyên Armenia đã hình thành đất cao Ngoại Cáp-ca.
Bên phía bắc mạch núi Cáp-ca gọi là Nội Cáp-ca hoặc gọi Bắc Cáp-ca, thuộc khí hậu ôn đới tính lục địa, nhiệt độ không khí mùa đông có thể xuống đến －30℃, mùa hè lại cao đến 20 - 25℃, lượng giáng thủy hằng năm từ 200 đến 600 milimét, phía trung và tây nhiều hơn phía đông. Bên phía nam mạch núi gọi là Ngoại Cáp-ca hoặc Nam Cáp-ca, thuộc khí hậu á nhiệt đới, lượng giáng thủy phía tây nhiều hơn phía đông, chừng 1.200 milimét đến 1.800 milimét. Khoáng sản chủ yếu có mangan, chì, kẽm, dầu thô và khí thiên nhiên hoàn toàn là phong phú. Có nhiều suối khoáng ở chân núi phía bắc, nhiều nơi xa xôi hẻo lánh là thắng cảnh hưu dưỡng. Bắc Cáp-ca thuộc Liên bang Nga; Nam Cáp-ca chia ra thuộc ba nước Gruzia, Armenia và Azerbaijan. Dòng sông chủ yếu có sông Kura, sông Kuban, v.v

## Địa chất
Mạch núi Cáp-ca là đường phân giới hai châu lục, ở vào khoảng giữa biển Đen, biển Azov và biển Cát-xpi. Phía bắc tiếp giáp đồng bằng Đông Âu, phía nam chắn biên giới Iran và Thổ Nhĩ Kì. Là một hệ núi to lớn do mạch núi Đại và Tiểu Cáp-ca và do đất thấp Kura-Aras hợp thành. Về phương diện kiến tạo thuộc đai nếp gấp do vận động tạo núi Anpơ hình thành vào Đại Tân sinh. Từ bắc đến nam chia thành mấy thế hệ đai nếp gấp Anpơ Địa hình lấy núi cao và cao nguyên là chính. Từ bắc đến nam chia thành mấy dãy địa hình song song: đất thấp Kura-Aras, đất cao Stavropol và đất thấp ven bờ biển Đen; mạch núi Đại Cáp-ca; đất thấp Colchis và đất thấp Lankaran; mạch núi Tiểu Cáp-ca. Mạch núi Đại Cáp-ca là vùng núi nếp gấp trẻ tuổi, tất cả dài hơn 1.200 kilômét, chia làm ba khúc đông, trung và tây. Vùng núi ở hai khúc đông nam khá thấp, thông thường cao dưới 4.000 mét so với mức mặt biển; khúc trung chật nhưng mà cao chót vót, rất nhiều đỉnh núi cao trên 5.000 mét so với mức mặt biển, phát triển địa mạo sông băng.
Dãy núi Kavkaz hình thành khoảng 28,49-23,8 triệu năm trước do kết quả của va chạm mảng kiến tạo giữa mảng Ả Rập di chuyển về phía bắc với mảng Á-Âu. Hệ thống núi Kavkaz là sự nối dài của Himalaya, hệ thống núi là kết quả va chạm tương tự của mảng Ấn Độ với mảng Á-Âu. Toàn bộ khu vực này thường xuyên chịu các trận động đất mạnh từ hoạt động kiến tạo này, đặc biệt là cấu trúc phay địa chất rất phức tạp với các khối Anatolia/Thổ Nhĩ Kỳ và Iran trượt ở hai bên. Cấu trúc phức tạp này khiến rìa mảng địa chất không chìm xuống nữa, dẫn tới việc các núi lửa ít xuất hiện trên dãy Đại Kavkaz (mặc dù vẫn tồn tại các núi lửa tầng như Elbrus, Kazbek và một số đỉnh). Ngược lại, dãy Tiểu Kavkaz lại chủ yếu có nguồn gốc núi lửa. Cao nguyên núi lửa Javakheti tại Gruzia và các rặng núi lửa xung quanh trải dài tới miền trung Armenia là các khu vực địa chất không ổn định nhất và trẻ bậc nhất của khu vực này.

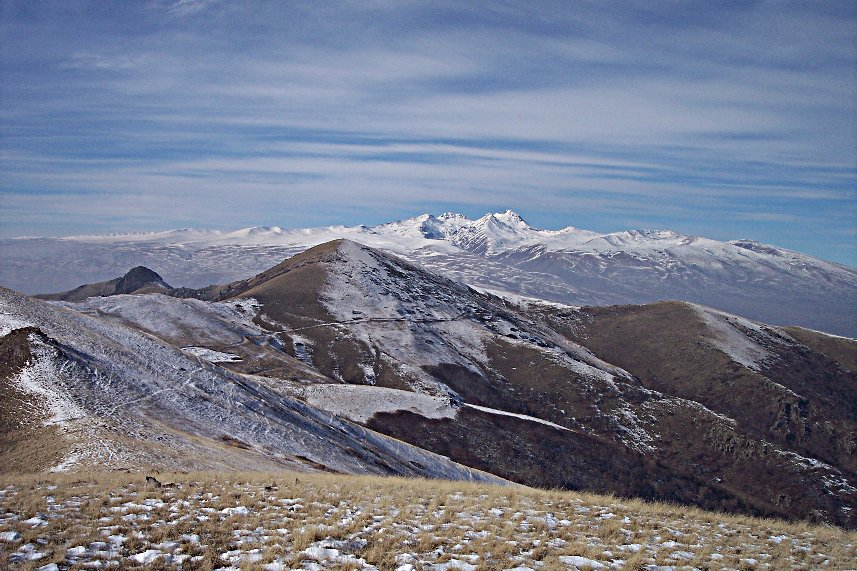
Đỉnh Aragats cao 2.143 m tại Armenia là đỉnh núi cao nhất tại dãy Tiểu Kavkaz.

Khu vực này có nhiều trầm tích đá như đá hoa cương, đá phiến ma, trầm tích dầu mỏ (trữ lượng ước tính tới 200 tỷ thùng) và nhiều trầm tích hơi đốt.

## Xác định vị trí địa lý
Không có định nghĩa hay sự thống nhất rõ ràng về việc dãy núi Kavkaz là một phần của châu Âu hay một phần của châu Á. Phụ thuộc vào các cách nhìn nhận khác nhau mà đỉnh núi cao nhất châu Âu hoặc là Elbrus (5.642 m) hoặc là Mont Blanc tại dãy núi Alps, trên biên giới Pháp-Italia, với độ cao 4.810 m.
Dãy núi Kavkaz nằm ở phần giữa của mảng Á-Âu giữa châu Âu và châu Á. Do ở khu vực này, đây là mảng ổn định về mặt địa chất, nên rất khó xác định đường đi chính xác của ranh giới châu lục. Vì thế, trong lịch sử, đường ranh giới này đã thay đổi từ vị trí nhiều lần. Người Hy Lạp cổ đại coi Bosphorus và dãy núi Kavkaz là ranh giới của châu Âu. Sau này, quan điểm như vậy đã thay đổi một vài lần vì các lý do chính trị. Trong thời kỳ Di cư (giai đoạn từ khoảng năm 300 tới khoảng năm 700) và thời kỳ Trung cổ, Bosphorus và sông Đông là đường phân chia hai châu lục.
Ranh giới giữa hai châu lục được sĩ quan quân đội và nhà địa lý người Thụy Điển, Philip Johan von Strahlenberg, định nghĩa dựa trên lịch sử. Theo đó, ông cho rằng ranh giới này chạy theo các đỉnh của dãy núi Ural, sau đó chạy theo sông Emba và bờ biển Caspi, trước khi chạy qua vùng trũng Kuma-Manych, nằm cách dãy núi Kavkaz 300 km về phía bắc. Năm 1730, đường ranh giới này đã được Nga hoàng chấp thuận và kể từ đó được nhiều nhà khoa học công nhận. Theo định nghĩa này, dãy núi Kavkaz là một phần của châu Á và như thế thì đỉnh núi cao nhất châu Âu sẽ là Mont Blanc.
Ngược lại, La Grande Encyclopédie vẽ ranh giới giữa châu Âu và châu Á ở phía nam của cả hai dãy Đại và Tiểu Kavkaz. Như thế thì các đỉnh Elbrus và Kazbek đều là các đỉnh núi thuộc châu Âu.
Trong thuật ngữ chính trị, phân chia ngày nay hoặc được coi là đường biên giới giữa Nga (châu Âu) ở một bên và Gruzia, Armenia cùng Azerbaijan (châu Á) ở bên kia, hoặc là đưa Gruzia và Azerbaijan vào trong châu Âu nhưng không đưa Armenia vào châu lục này, hoặc là đưa cả ba quốc gia này vào châu Âu.

## Các đỉnh núi đáng chú ý
Bảng dưới đây liệt kê một số đỉnh núi cao nhất tại dãy núi Kavkaz. Ngoại trừ đỉnh Shkhara, độ cao của các đỉnh còn lại đều lấy theo bản đồ tỷ lệ xích 1:50.000 của Liên Xô. Có thể có các đỉnh núi cao hơn và nổi bật hơn (nhưng chưa có tên) so với các đỉnh núi liệt kê tại đây.
| Peak Name         | Độ cao (m) | Độ nhô lên (m) | Quốc gia   |
| ----------------- | ---------- | -------------- | ---------- |
| Elbrus            | 5.641      | 4.741          | Nga        |
| Dykh-Tau          | 5.205      | 2.002          | Nga        |
| Shkhara           | 5.201      | 1.365          | Gruzia     |
| Koshtan-Tau       | 5.152      | 822            | Nga        |
| Jangi-Tau (Janga) | 5.059      | 300            | Nga/Gruzia |
| Kazbek            | 5.047      | 2.353          | Gruzia     |
| Pushkin           | 5.033      | 110            | Nga/Gruzia |
| Katyn-Tau         | 4.979      | 240            | Nga/Gruzia |
| Shota Rustaveli   | 4.860      | ~ 50           | Gruzia     |
| Tetnuld           | 4.858      | 672            | Gruzia     |

Xem thêm Danh sách các đỉnh núi cao nhất tại Kavkaz

## Khí hậu

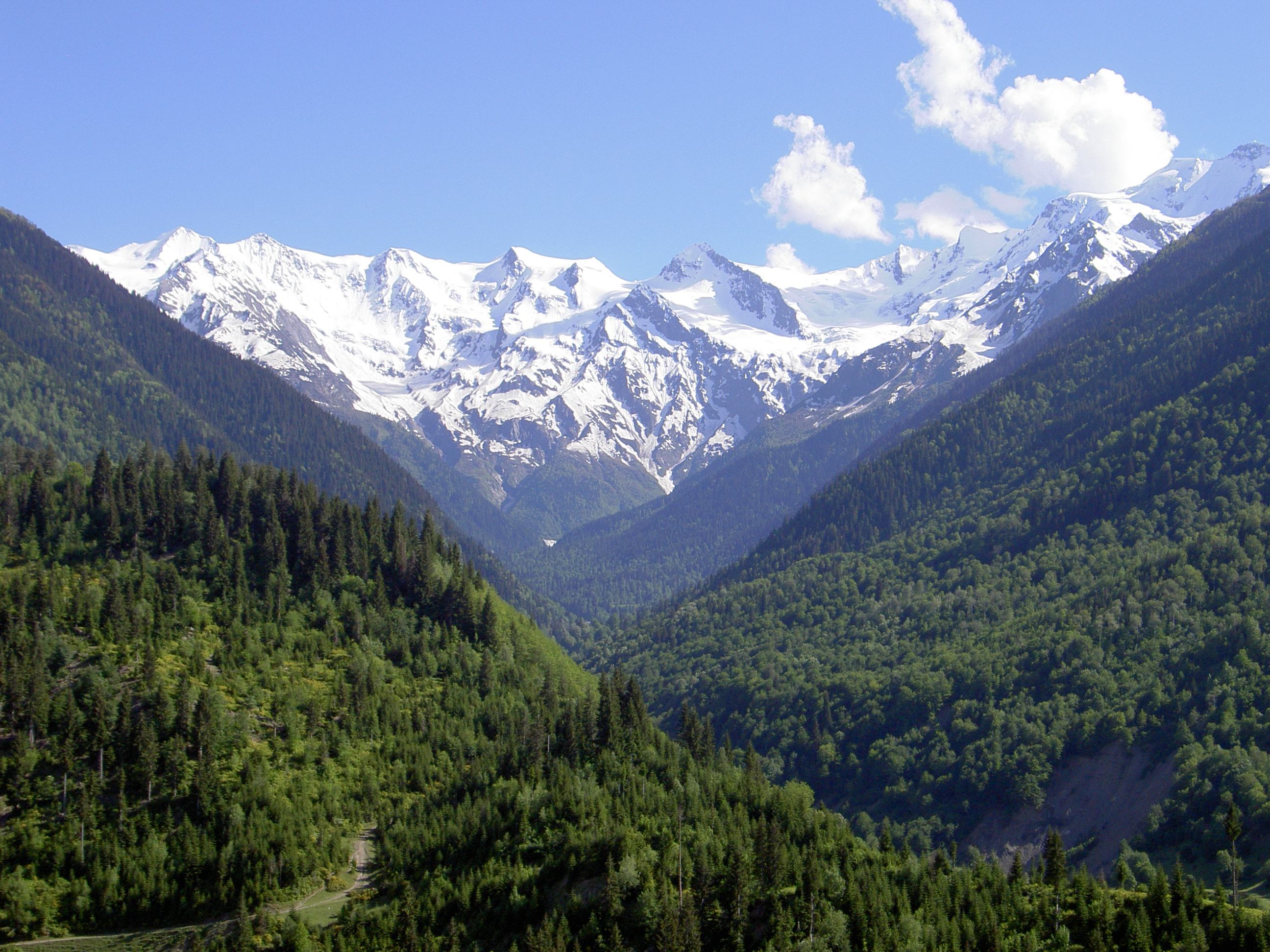
Cảnh quan dãy núi Kavkaz nhìn từ Svaneti, Gruzia.

Khí hậu của dãy núi Kavkaz dao động theo cả chiều thẳng đứng (theo độ cao) và theo chiều nằm ngang (theo tọa độ địa lý của các điểm). Nhiệt độ nói chung giảm khi độ cao tăng lên. Nhiệt độ trung bình hàng năm tại Sukhumi, Abkhazia tại mực nước biển là 15 độ C trong khi trên sườn của đỉnh Kazbek ở cao độ 3.700 m thì nhiệt độ trung bình hàng năm là -6,1 độ C. Các sườn núi phía bắc của dãy Đại Kavkaz có nhiệt độ trung bình thấp hơn so với nhiệt độ trung bình tại các sườn núi phía nam khoảng 3 độ C. Vùng cao nguyên của dãy Tiểu Kavkaz tại Armenia, Azerbaijan và Gruzia có sự tương phản sắc nét về nhiệt độ giữa các tháng mùa hè và các tháng mùa đông do có tính chất khí hậu lục địa nhiều hơn.
Lượng mưa tăng theo chiều từ đông sang tây trong phần lớn các khu vực. Độ cao đóng một vai trò quan trọng trong khu vực Kavkaz và các rặng núi nói chung có lượng mưa lớn hơn so với các vùng thấp. Khu vực phía đông bắc (Dagestan) và phần phía nam của Tiểu Kavkaz là khô cằn nhất. Lượng mưa hàng năm tối thiểu đạt 250 mm (8,4 inch) tại vùng trũng Caspi ở phía đông bắc. Phần phía tây của dãy núi Kavkaz có lượng mưa cao. Các sườn phía nam của dãy Đại Kavkaz nhận được nhiều mưa hơn so với các sườn phía bắc. Lượng mưa hàng năm tại khu vực Tây Kavkaz nằm trong khoảng 1.000-4.000 mm, trong khi khu vực Đông và Bắc Kavkaz (Chechnya, Ingushetia, Kabardino-Balkaria, Ossetia, Kakheti, Kartli...), lượng mưa hàng năm chỉ đạt 600-1.800 mm (23,6-70,9 inch). Lượng mưa hàng năm cao nhất là 4.100 mm tại khu vực xung quanh đỉnh Mtirala thuộc dãy núi Meskheti tại Ajaria. Lượng mưa của dãy Tiểu Kavkaz (miền nam Gruzia, Armenia, miền tây Azerbaijan), không bao gồm dãy núi Meskheti, nằm trong khoảng 300–800 mm mỗi năm.
Dãy núi Kavkaz được biết đến vì có lượng tuyết rơi nhiều, mặc dù nhiều khu vực sườn núi không nằm dọc theo hướng gió lại không nhận được nhiều tuyết. Điều này đặc biệt đúng cho dãy Tiểu Kavkaz, vốn bị cô lập một cách tương đối với các ảnh hưởng của khí hậu ẩm ướt từ biển Đen và nhận được lượng mưa tương đối ít hơn (trong dạng tuyết) so với dãy Đại Kavkaz. Độ dày che phủ tuyết trong mùa đông tại Tiểu Kavkaz nằm trong khoảng 10–30 cm. Dãy Đại Kavkaz (đặc biệt là các sườn núi tây nam) có lượng tuyết rơi nhiều. Các trận tuyết lở khá phổ biến trong giai đoạn từ tháng 11 năm trước tới tháng 4 năm sau.
Tuyết che phủ tại một số khu vực (Svanetia, miền bắc Abkhazia) có thể dày tới 5 m. Khu vực đỉnh Achishkho là nơi có nhiều tuyết nhất tại Kavkaz, thường ghi nhận có tuyết dày tới 7 m.

## Cảnh quan
Khu vực dãy núi Kavkaz có cảnh quan biến đổi chủ yếu theo độ cao và tương ứng với khoảng cách tới các nguồn chứa nước lớn. Khu vực này chứa các quần xã sinh vật nằm trong phạm vi từ các cánh rừng/đầm lầy, các vùng đất thấp cận nhiệt đới tới các sông băng (ở tây và trung Kavkaz) cũng như các thảo nguyên/bán sa mạc cao nguyên và các đồng cỏ núi cao ở miền nam (chủ yếu là Armenia và Azerbaijan).
Các sườn núi phía bắc của dãy Đại Kavkaz được các cánh rừng sồi, trăn, phong và tần bì che phủ ở các cao độ nhỏ trong khi rừng bạch dương và thông che phủ tại các cao độ lớn hơn. Một số nơi và vùng sườn núi trong khu vực này che phủ bởi các dạng đồng cỏ kiểu thảo nguyên Á-Âu. Các khu vực sườn núi thuộc tây bắc Đại Kavkaz (Kabardino-Balkaria, Cherkessia...) còn có cả các cánh rừng vân sam và linh sam. Đới núi cao thay thế các cánh rừng từ khoảng 2.000 m trên mực nước biển. Đường băng giá vĩnh cửu/sông băng nói chung bắt đầu từ khoảng cao độ 2.800-3.000 m. Các sườn núi đông-nam của Đại Kavkaz được các cánh rừng bạch dương, sồi, phong, trăn và tần bì che phủ. Rừng bạch dương chiếm ưu thế chủ yếu tại các khu vực cao. Sườn núi tây-nam của Đại Kavkaz che phủ bởi các cánh rừng kiểu Colchis (sồi, hoàng dương, bạch dương, dẻ, trăn, du) tại các cao độ nhỏ với rừng cây lá kim và hỗn hợp (vân sam, linh sam và bạch dương) chiếm ưu thế ở các độ cao lớn hơn. Đới núi cao tại các sườn núi phía nam có thể xuất hiện từ cao độ tới 2.800 m trên mực nước biển trong khi đường sông băng/tuyết bắt đầu từ cao độ khoảng 3.000-3.500 m.
Rừng kiểu Colchis và rừng cây lá rụng sớm ở các độ cao nhỏ và rừng hỗn hợp cùng rừng cây lá kim (chủ yếu là vân sam và linh sam) chiếm ưu thế ở các độ cao lớn là đặc trưng của các sườn núi phía bắc và tây dãy Tiểu Kavkaz. Các rừng bạch dương cũng phổ biến tại các cao độ lớn. Các sườn núi phía nam của Tiểu Kavkaz chủ yếu che phủ bởi các dạng đồng cỏ tới cao độ khoảng 2.500 m. Các khu vực cao nhất của vùng này có các đồng cỏ núi cao. Cấu trúc núi lửa và đá phổ biến trong toàn khu vực. Đới núi lửa trải rộng trên một diện tích lớn, từ miền nam Gruzia tới Armenia và tây nam Azerbaijan. Một số đỉnh núi cao trong khu vực như các đỉnh Aragats, Didi Abuli, Samsari... Các cao nguyên núi lửa, các dòng dung nham, hồ núi lửa, nón núi lửa và những dạng địa chất hỗn hợp khác là đặc trưng cho khu vực này. Dãy Tiểu Kavkaz không có các đặc trưng sông băng hay các kiểu sông băng như của Đại Kavkaz.
Một số phần trong bài lấy từ NASA Earth Observatory Lưu trữ ngày 28 tháng 10 năm 2005 tại Wayback Machine